# 8182 Akita
8182 Akita (1992 TX) là một tiểu hành tinh vành đai chính được phát hiện ngày 1 tháng 10 năm 1992 bởi M. Yanai và K. Watanabe ở Kitami.